# 이중톈

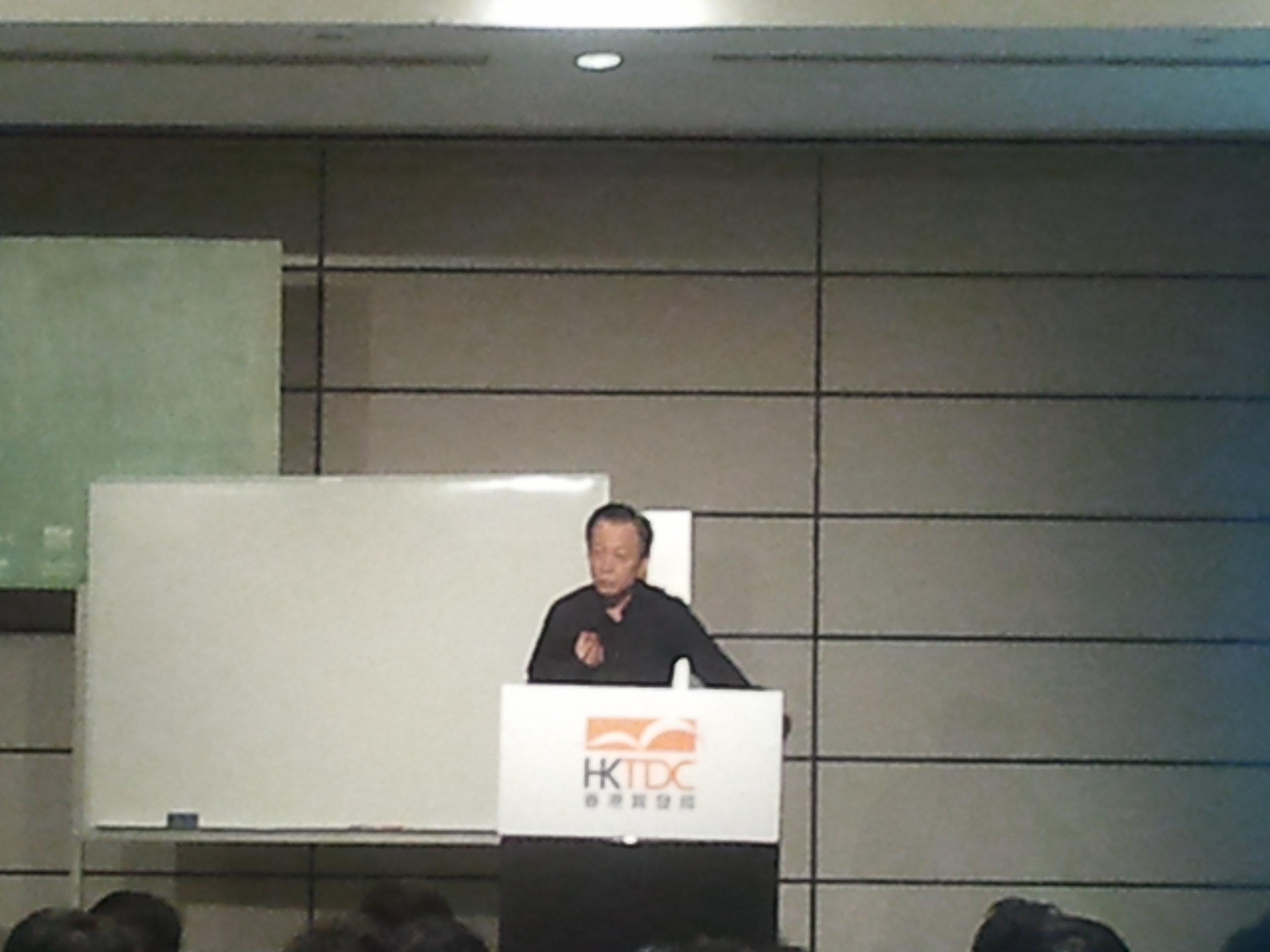

이중톈(易中天, 1947년 2월 8일 ~ )은 중국의 작가이자 역사가이다.  샤먼 대학 인문대학 중어중문학과 과장이기도 하였다.
우한 대학에서 중국 고대문학을 공부했다. 1978년에 전문 학위로 졸업했다.  1981년 우한대학교에서 석사 학위를 취득하고 모교에서 강사가 되었다. 샤먼 대학 인문대학 중어중문학과 교수이자 박사과정 지도교수이다.
학문적 관심 분야는 문학, 예술, 미학, 심리학, 인류학 및 역사다.  그의 출판 작품은 학문적 주제의 대중화에 중점을 둔다.